# Region Amazonas
Region Amazonas – jeden z 25 regionów w Peru. Stolicą jest Chachapoyas. Około 73% powierzchni regionu obejmuje las deszczowy w dolinie Marañón.
W latach 1981–1995 w regionie toczyły się walki pomiędzy Peru a Ekwadorem.
Z krajobrazem stromych wąwozów rzecznych i gór, Amazonas jest lokalizacją Kuelap, ogromnej kamiennej fortecy otaczającej ponad 400 kamiennych konstrukcji; została zbudowana na górze o wysokości około 3000 metrów, począwszy od około 500 roku naszej ery i była okupowana do połowy XVI wieku. Jest to jedno z głównych stanowisk archeologicznych w Peru. 

## Historia
Niektóre wykopaliska na stanowiskach archeologicznych pokrytych lasem deszczowym potwierdzają obecność ludzi na tym obszarze od czasów starożytnych. Większość kultur przedhiszpańskich, które prosperowały na tym obszarze, wciąż pozostaje tajemnicą z powodu braku badań. W głębi lądu znajduje się twierdza Kuélap, starożytne miasto otoczone murami i stanowisko archeologiczne w górach. Największy kamienny kompleks w Ameryce Południowej, znajduje się 3000 metrów nad poziomem morza, wyżej niż Machu Picchu. Znajduje się nad rzeką Amazonką, gdzie zakręca przed wejściem do szerokiego basenu nizinnego. Ogromna konstrukcja architektury wojskowej, Twierdza Kuélap obejmuje ruiny około 450 domów. 
Kultura Chachapoyas rozwinęła się w epoce Inków; ludzie ci zdecydowanie sprzeciwiali się podbojowi Inków i odparli pierwsze próby włączenia regionu do ich imperium w XV wieku. 
Stolica hiszpańskiego regionu kolonialnego, Chachapoyas, została założona w 1538 roku przez Alonso de Alvarado. W tym samym roku zbudowano pierwszy kościół. Później zbudowano kościoły Santa Ana, San Lázaro i Señor de Burgos. W kwietniu 1821 roku mieszkańcy miasta wypędzili Hiszpanów i zignorowali ich rządy, podążając za krokami podjętymi przez wyzwoleńczą armię San Martín, gdy Peru uzyskało niepodległość od Hiszpanii.  
Obszar regionu Amazonas był silnie związany z ruchem niepodległościowym. Duchowny Toribio Rodríguez de Mendoza był jego najwybitniejszym przedstawicielem, zachęcając patriotów tej epoki i podpisując Narodowy Akt Niepodległości.  
Kordyliera Kondora, znajdująca się w tym regionie, była sceną wojny granicznej między Peru i Ekwadorem w 1981 roku.

## Podział administracyjny regionu
Region Amazonas podzielony jest na siedem prowincji, które obejmują 84 dystrykty.
| Prowincja            | Stolica prowincji    | Liczba dystryktów | UBIGEO |
| -------------------- | -------------------- | ----------------- | ------ |
| Chachapoyas          | Chachapoyas          | 21                | 0101   |
| Bagua                | Bagua                | 6                 | 0102   |
| Bongará              | Jumbilla             | 12                | 0103   |
| Condorcanqui         | Santa María de Nieva | 3                 | 0104   |
| Luya                 | Lámud                | 23                | 0105   |
| Rodríguez de Mendoza | Mendoza              | 12                | 0106   |
| Utcubamba            | Bagua Grande         | 7                 | 0107   |